# Jack Kevorkian
Jack Kevorkian (Pontiac, Michigan, 26 de maio de 1928 — Detroit, 3 de junho de 2011) foi um médico estadunidense.
Kevorkian é mundialmente conhecido por sua luta para fazer do suicídio assistido um direito de todos. Médico patologista aposentado que inventou a “máquina do suicídio”, ele deu apoio a mais de 130 doentes terminais dos Estados Unidos para pôr um fim nas suas vidas com a eutanásia, ganhando o apelido de Dr. Morte.

## Biografia
Jack Kevorkian, filho único de refugiados armênios, concluiu o segundo grau com 17 anos de idade e ingressou na Faculdade de Medicina da Universidade de Michigan, onde se graduou em 1952 como médico patologista.
Ele ganhou o apelido Dr. Morte logo no início de sua carreira, ainda como médico residente, ao fotografar os olhos de pacientes mortos para experiências. Naquela época, defendia que os órgãos de pacientes mortos fossem retirados e utilizados em transplantes e, por conta disso, foi convidado a deixar a residência médica. 
Em 1970, após publicar alguns trabalhos controvertidos, Kevorkian se tornou chefe da patologia do Hospital Geral de Saratoga, em Detroit. Ele permaneceu nesse cargo até ao fim da década de 1970, quando abandonou sua carreira como patologista.

### Suicídio assistido ou melhor, Morte Assistida
Nos anos 90, Kevorkian passou a se dedicar aos suicídios/mortes assistidos/as para ajudar doentes terminais a pôr um fim às suas vidas. Sua crença era de que as pessoas tinham o direito de evitar uma morte sofrida e demorada e terminar suas vidas com a ajuda de um médico que lhe assegurasse uma morte tranquila. Segundo um cronista, Kevorkian amava a eutanásia com o mesmo entusiasmo com que algumas pessoas amam o futebol.[carece de fontes?]
Em 1988, ele construiu a máquina da morte assistida / suicídio assistido denominou o aparelho de "Thanatron" (de thanatos, morte, em grego) que possibilitava aos pacientes a morrer /  cometer suicídio apertando um botão que liberava uma série de drogas no organismo. Após as autoridades médicas de Michigan revogarem a licença médica de Kervokian em 1991, ele não pôde mais prescrever drogas e passou a usar o "Mercytron" (de mercy, misericórdia, em inglês), aparelho controlado pelo próprio paciente para liberar o fluxo de monóxido de carbono em uma máscara buconasal em suas mortes / suicídios assistidos.
Em junho de 1990, prestou assistência à morte / suicídio de sua primeira paciente, Janet Adkins, de Portland, Oregon. Ela tinha 54 anos e sofria do Mal de Alzheimer. Alguns dias depois, um juiz de Michigan indiciou Kevorkian. Em dezembro de 1990, as denúncias de assassinato contra Kevorkian pela morte de Janet Adkins foram arquivadas, o que encorajou Kevorkian a ajudar mais de 130 pessoas a morrer.
Um dos casos deixou muitas dúvidas na opinião pública quanto aos critérios adotados pelo médico. Rebecca Lou Badger, 39 anos, era tida como portadora de esclerose múltipla. Morreu assistida por Kevorkian. Feita a necrópsia, não foi constatada qualquer evidência da doença que teria sido utilizada como justificativa para terminar com a sua vida.

### Ações judiciais
Legisladores e promotores tentaram criar obstáculos às ações de Kevorkian. Em 1993, o Poder Legislativo de Michigan baixou uma lei que tornava crime alguém fornecer conscientemente a outra pessoa os meios para cometer suicídio, com pena de quatro anos de prisão. A Suprema Corte de Michigan declarou em dezembro de 1994 que a lei era constitucional. Kevorkian enfrentou julgamento por quatro vezes por denúncias de suicídio assistido, sendo absolvido em três processos e tendo um julgamento anulado por falhas processuais. 
No entanto, em março de 1999, Kevorkian enfrentou um julgamento por acusações de homicídio em vez de suicídio assistido. Thomas Youk estava morrendo de uma doença que não permitia a ele próprio administrar as drogas, o que teve que ser feito por Kervokian. O médico documentou a morte de seu paciente em vídeo, que foi ao ar num dos programas de maior audiência da televisão americana, o 60 Minutes, no dia 22 de novembro de 1998. Kevorkian foi denunciado por homicídio qualificado três dias depois.
Neste julgamento, Kevorkian dispensou o advogado que o havia defendido nos casos anteriores e insistiu em se defender pessoalmente. Quando o juiz decidiu que a viúva e o irmão de Thomas Youk não podiam depor como testemunhas, Kevorkian ficou sem argumentos de defesa e foi condenado pelo júri por homicídio simples a 25 anos de prisão, mas com direito a liberdade condicional a partir de 2007, por causa de sua idade avançada. Kevorkian admitiu ter ajudado mais de 130 pessoas a morrer / se suicidar, mas insistiu em afirmar que não havia matado ninguém diretamente.
A história de Kevorkian foi contada num documentário cinematográfico de 2005, com direção da vencedora do Oscar, Bárbara Kopple.
A HBO realizou em 24 de abril de 2010 a exibição de You Don't Know Jack, onde o papel do personagem principal, o polêmico médico, é vivido por Al Pacino. Susan Sarandon faz o papel de Janet Good, ativista defensora da eutanásia que usa os serviços do médico após descobrir que está com câncer terminal.

### Morte
Jack Kevorkian, o Dr. Morte, morreu em 3 de junho de 2011 aos 83 anos, na região de Detroit. Segundo um amigo, a morte foi "tranquila" e ele não sofreu dor.
No dia 28 de outubro de 2011, sua máquina de suicídio foi a leilão em Nova York por mais de US$ 200 mil.